# 罗阿讷站
罗阿讷站是法国的一个铁路车站，位于法国东南部城市罗阿讷。

## 位置
罗阿讷站位于罗阿讷市区的西部，卢瓦尔河左岸。车站大致呈南北走向，正门开口朝东，并可通过人行天桥连接车站西侧。

## 设施
罗阿讷站设有人工售票窗口和自动售票机。

## 站台设置
罗阿讷汽车站（Gare routière）
| 西↑ |             |   |  |
| C道 |             | ↔ |  |
|     | 岛式        |   |  |
| B道 |             | → |  |
| A道 |             | ← |  |
|     | 侧式 主站房 |   |  |
| 东↓ |             |   |  |

## 停靠线路
以下列车线路在罗阿讷站停靠：
| 罗阿讷站列车线路表         |            |            |          |              |
| 线路                       | 车种       | 上一站     | 下一站   | 大致运行频率 |
| 南特—佩拉什                | INTERCITÉS | 圣日耳曼沟 | 里昂韦斯 | 每天2趟左右  |
| 克莱蒙费朗—里昂帕丢/佩拉什 | TER        | 维希       | 塔拉尔   | 每天9趟左右  |
| 罗阿讷—里昂                | TER        | （起点）   | 勒科托   | 每天9趟左右  |
| 罗阿讷—圣艾蒂安            | TER        | （起点）   | 勒科托   | 每天7趟左右  |
| 1.                         |            |            |          |              |

## 配套交通

### 长途客车
| 停靠罗阿讷站的大巴车              |                                       | |
| 上下车地点                        | 运营单位                              | 主要目的地 |
| 罗阿讷汽车站 （罗阿讷站西侧靠北） | Flixbus                               | 747 巴黎 · 巴黎南 · 蒙塔基 · 讷韦尔 · 穆兰 |
| 罗阿讷汽车站 （罗阿讷站西侧靠北） | 罗讷-阿尔卑斯城际客运 Car Rhône-Alpes | 13 马尔希尼 · 蒙沙南 · 勒克勒佐TGV站 |
| 罗阿讷汽车站 （罗阿讷站西侧靠北） | 卢瓦尔省城际客运 TIL                  | -201- 讷利斯 · 旺德朗日 · 圣马塞德费利讷 · 巴勒比尼 -206- 维勒蒙泰 · 圣波勒格 · 比利 · 圣瑞斯特昂舍瓦雷 · 圣普里耶斯拉普吕尼 -207- 圣波勒格 · 圣日耳曼拉瓦勒 · 博厄恩 -208- 沙尔留下圣尼济耶 · 沙尔留下普伊 · 沙尔留 -214- 沙尔利厄 · 麦济伊 · 卢瓦尔的贝勒蒙 · 绍夫艾伊 |
| 罗阿讷汽车站 （罗阿讷站西侧靠北） | SNCF Car TER                          | 蒙吕松 · 里昂 · 圣艾蒂安 （当某条铁路线施工或罢工时，SNCF可能也会提供途径该线路沿途站点的大巴车） |
| 1. 2. 3. 4. 5.                    |                                       | |

### 市内交通
| 罗阿讷站附近的市内公共交通线路 |                                   | |
| 公交车站名称                   | 位置                              | 停靠线路 |
|                                | 罗阿讷站东侧（正门）              | -1- 罗阿讷-公园 ↔ 勒科托-平原 -3- 马布利-城关 ↔ 罗阿讷-马约雷 -4- 罗阿讷-勒萨克拉贝 ↔ 罗阿讷-半月                                                                                     |
|                                | 罗阿讷站西侧（后门）              | -2- 罗阿讷-瓦厂 ↔ 里奥尔日-初级中学 |
|                                | 罗阿讷汽车站 （罗阿讷站西侧靠北） | -12- 罗阿讷-汽车站 ↔ 圣马丁代斯特雷奥-叛变广场 -14- 罗阿讷-汽车站 ↔ 蒙塔尼（每天3班） -20- 罗阿讷-汽车站 ↔ 库图夫尔-城关（每天1班） - 定制公交线（Ligne TAD）（Zone 1 Zone 2 Zone 3） |
| 1. 2. 3. 4.                    |                                   | |

### 其它交通工具
罗阿讷站附近设有社会车辆停车场及自行车辆停车场。

## 临近车站
| 罗阿讷站（Gare de Roanne）     |                |                  |
| 上行车站                       | 线路           | 下行车站         |
| 圣日耳曼沟站 66km ←            | 莫雷－里昂铁路 | 勒科托站 → 2.6km |
| - 本表仅显示运营中的线路及车站 |                |                  |